# JFAこころのプロジェクト
JFAこころのプロジェクト（ジェイエフエー・こころのプロジェクト）は、日本サッカー協会（JFA）が行っている、小中学校向けのスポーツ選手・指導者（稀に芸能人等）の派遣事業。2007年開始。

## 概要
元々JFAでは、若年層向けのサッカー普及活動などを目的に、元Jリーグ・サッカー日本代表選手などを各地のイベントに派遣する『JFAアンバサダー』制度を実施していたが、目的の枠をさらに広げ「サッカー普及に限らず、子供の健全な心身の育成に寄与する」ことを目的に始められたのが本事業である（なおJFAアンバサダーは、本事業に事実上吸収される形で2010年4月に廃止された）。
本事業ではスポーツ選手・指導者を「夢先生」として各地の学校（原則として小学5年生が対象だが、小学6年生・中学生を相手に実施した例もある）に派遣し、「夢の教室」と題して90分の授業を行う。授業は原則として前半35分が「ゲームの時間」、後半55分が「トークの時間」というふうに分けられている。
JFA主催の事業ながら、派遣される選手・指導者はサッカー関係者とは限らないのが特徴で、過去には有森裕子・池谷幸雄・貴乃花光司・瀧本誠など様々な競技の関係者や、木根尚登・清水圭・吉澤ひとみなどの芸能人が「夢先生」を務めたことがある。2015年11月には日本プロ野球選手会との間で連携協定が結ばれ、2015年度には増井浩俊・秋山翔吾・藤浪晋太郎などの日本プロ野球の現役選手12名が夢先生として派遣された。
2007年度の開催実績は一年間で247回であったが、2015年度では年間1578回に増え、累計の開催実績は2016年11月末現在で9739回に及んでいる。

## 相互協力協定
JFAでは本プロジェクトによる社会貢献活動等を目的として、2007年以降本プロジェクトをベースに多くの自治体・大学と相互協力協定を結んでいる。協定が結ばれると、基本的に「夢の教室」の開催費用を自治体・大学が負担する代わり、自治体の場合は自治体内の学校、大学の場合は大学キャンパスで「夢の教室」が優先的に開催される。（以下括弧内は協定締結の公表日）

### 自治体
- 東京都文京区（2008年3月26日）
- 埼玉県（2008年）※協定締結日不明
- 新潟県長岡市（2008年）※協定締結日不明
- 静岡県藤枝市（2009年3月26日）
- 富山県朝日町（2009年3月27日）
- 高知県（2009年4月2日）
- 福井県越前市（2009年4月14日）
- 熊本県苓北町（2009年6月27日）
- 岡山県玉野市（2009年7月9日）
- 岩手県遠野市（2009年9月1日）
- 石川県内灘町（2009年10月27日）
- 栃木県高根沢町（2010年1月27日）
- 奈良県三宅町（2010年2月2日）
- 福岡県福岡市（2010年4月13日）
- 秋田県鹿角市（2010年5月11日）
- 秋田県大仙市（2010年5月11日）
- 大分県姫島村（2010年5月24日）
- 長野県千曲市（2010年5月28日）
- 山梨県南アルプス市（2010年6月15日）
- 山梨県韮崎市（2010年6月18日）
- 熊本県長洲町（2010年）※協定締結日不明
- 宮崎県日南市（2010年）※協定締結日不明
- 岐阜県中津川市（2011年5月10日）
- 岡山県高梁市（2011年5月13日）

### 大学
- 神奈川大学（2009年2月26日）
- 福岡大学（2011年6月13日）